# Gustav Fischer (sportiv)
Gustav Fischer (n. 8 noiembrie 1915, Meisterschwanden⁠(d), cantonul Aargau, Elveția – d. 22 noiembrie 1990) a fost un sportiv ce a reprezentat Elveția, medaliat olimpic. A participat la 5 ediții ale Jocurilor Olimpice (1952, 1956, 1960, 1964, 1968) în care a câștigat două medalii de argint.